# Galcaio
Galcaio (en somalí, Gaalkacyo; en árabe, جالكعيو), también conocida como Gallacaio o Rocca Littorio, es la capital de la región de Mudug norte-central de Somalia.
Según el informe de Acnur, «la ciudad de Galkayo se divide en dos áreas». Estas dos zonas están separadas por una frontera clara, con el distrito sur gobernado por el Estado Galmudug y distritos del norte gobernados por Puntlandia. Barrios en la parte norte de la ciudad que está bajo control de Puntland son Garsoor, Hormar e Israac. En la parte sur de la ciudad que está bajo el control Galmudug se encuentra el barrio de Wadajir.
Después de la independencia, Galkayo se convirtió en el centro del distrito de Galkayo. La ciudad ha crecido considerablemente en los últimos tiempos y es un centro de comercio. En 2005 tenía una población estimada de 137.667 habitantes.
- Datos: Q865586
- Multimedia: Galkacyo / Q865586